# (13924) 1986 PE1
1986 بي إي 1 (ويعرف أيضًا باسم (13924) 1986 بي إي 1 وفق تسمية الكوكب الصغير) (بالإنجليزية: 1986 PE1)‏ هو كويكب ضمن حزام الكويكبات؛ وترتيبه 13924 من حيث الاكتشاف.
اكتُشف هذا الجُرم الفلكي بواسطة اليانور إف. هيلين في 1 أغسطس 1986.

## وصلات خارجية
- (13924) 1986 PE1 في قاعدة بيانات مختبر الدفع النفاث لأجرام النظام الشمسي الصغيرة

- الاكتشاف · مخطط المدار ·  العناصر المدارية · المعلمات المادية

- (13924) 1986 PE1 على موقع ويكي سكاي: DSS2, SDSS, GALEX, IRAS, Hydrogen α, X-Ray, Astrophoto, Sky Map, Articles and images